# Isvoarele
Isvoarele est une commune roumaine située dans le județ de Giurgiu.